# Eugène de Planard
François-Antoine-Eugène de Planard (Millau, 4 febbraio 1783 – Parigi, 13 novembre 1853) è stato un drammaturgo e librettista francese.

## Biografia
Con il suo nome completo, François-Antoine-Eugène de Planard, collaborò in particolare con Daniel Auber, Ferdinand Hérold (Le Pré-aux-clercs, 1832), Adolphe-Charles Adam (Le Farfadet, 1852), Nicolas Bochsa, Michele Carafa, Fromental Halévy (L'Éclair, 1835), George Onslow e Ambroise Thomas (Le Carnaval de Venise, 1852).
Fu anche segretario per la legislazione al Consiglio di Stato.
Sposò Frédérique d'Herbez, figlia del tenore Augustin-Alexandre d'Herbez, noto come Saint-Aubin e Madame Saint-Aubin, cantante. Sua figlia Eugénie (1818-1874) sposò il drammaturgo e librettista Adolphe de Leuven (1802-1884).

## Opere

### Teatro
- 1827: Le Caleb de Walter Scott, commedia in un atto mista a distici, con Achille d'Artois, da La Fiancée de Lammermoor, di Walter Scott;
- 1835: Les Marais-Pontins ou les Trois Bijoux con Emmanuel Théaulon e Charles Lange

### Libretti d'opera
- 1808: L'échelle de soie, opéra-comique in 1 atto e in versi liberi, musica di Pierre Gaveaux;[2], il soggetto è stato poi ripreso da Gioachino Rossini per La scala di seta;
- 1812: L'Emprunt, secret ou Le Prêteur sans le vouloir, opera, musica di Louis-Barthélémy Pradher);[3]
- 1814: Le Portrait de famille ou Les Héritiers punis, opéra-comique, musica di Charles-Frédéric Kreubé;
- 1814: Les héritiers Michau (Le moulin de Lieursain), opera-comique in un atto e in prosa, musica di Nicolas Bochsa
- 1818: Le premier venu ou Six lieues de chemin, opéra-comique in 3 atti, con Jean Baptiste Charles Vial, musica di Ferdinand Hérold;
- 1820: L'auteur mort et vivant, opéra-comique in 1 atto, musica di Ferdinand Hérold;
- 1821: Emma, ou La promesse imprudente, opéra comique in 3 atti, musica di Daniel Auber;
- 1825: La Belle au bois dormant, opéra-féérie in 3 atti, libretto tratto da Charles Perrault, musica di Michele Carafa;
- 1826: Marie; Almédon, ou le monde renversé, opéra comique In 3 atti, musica di Ferdinand Hérold;
- 1826: Le colporteur, (L'enfant du bûcheron); opera in 3 atti, musica di George Onslow;
- 1829: Émeline, opéra-comique in 3 atti, musica di Ferdinand Hérold;
- 1832: Le Pré-aux-clercs, opéra-comique in 3 atti, tratta da Prosper Mérimée, musica di Ferdinand Hérold;
- 1833: La Prison d'Edimbourg, opera in 3 atti, con Eugène Scribe, musica di Michele Carafa;
- 1835: L'Éclair, opéra-comique in 3 atti, con Jules-Henri Vernoy de Saint-Georges, musica di Fromental Halévy;
- 1837: La Double Échelle, opéra-comique in un atto, musica di Ambroise Thomas;
- 1837: Guise ou les États de Blois, con Saint-Georges, musica di George Onslow;
- 1837: La double echelle, opéra-comique in 1 atto, musica di Ambroise Thomas;
- 1838: Le Perruquier de la Régence, opéra-comique in 3 atti, con Paul Duport, musica di Ambroise Thomas;
- 1843: Mina, ou Le ménage à trois, opéra-comique in 3 atti, musica di Ambroise Thomas;
- 1852: Le Farfadet, opéra-comique, musica di Adolphe Adam;